# 동방항공
동방항공(일본어: 東邦航空株式会社, 영어: Toho air)은 일본의 항공사이다. 1960년 설립되어 본사는 일본 도쿄도 고토구에 두고 있으며 자회사는 카와다 공업이 있다. 헬리콥터 항공사로 유명하며 보유 기종은 드판-2와 시코르스키 S-76 헬리콥터로 수송을 하고 있다. 또한 나가노현을 중심으로 헬리콥터를 사용하여 산장에 물자 올려과 산악 조난 구조 활동을 하고 있다.

## 역사
- 1960년 12월: 마즈다 항공으로 설립.
- 1967년: 회사명 변경 및 헬리콥터와 고정익을 병용한 종합적인 운항 회사로 발전함.
- 1993년: 도쿄도 섬실 마리 진흥 공사의 협력 아래 이즈 제도의 무시마(오시마, 토시마, 미야케지마, 미쿠라섬, 하치죠지마, 아오가시마)를 묶는 도쿄사랑셔틀 운항을 개시.
- 2005년 9월 21일: 본사를 조후시의 조후 공항에서 도쿄도 고토구 싱키바의 도쿄 헬리포트로 이전함.
- 2011년 3월 11일: 동일본 대지진으로 인해 도호쿠 지사가 있는 센다이 공항이 해일에 의한 피해가 발생함.